# Acará-cascudo
Acará-cascudo (Cichlasoma bimaculatum) é um peixe onívoro de água doce tropical, com até 20 cm de comprimento, apresenta coloração que varia do branco-amarelado ao amarelo-avermelhado e possui uma mancha negra no centro do corpo e outra no pedúnculo caudal. Também foi identificado como Aequidens portalegrensis em 1965 e 1970.
A classificação da espécie é controversa, tendo sido registrada inicialmente por Lineu como oriunda do Mar Mediterrâneo, quando todas as evidências atestam sua origem no Brasil. É mais frequentemente classificado na família Cichlidae e subfamília de Cichlasomatinae. Pode ser encontrada nos canais de água doce e pântanos, com uma região natural que vão desde o rio Amazonas a nordeste e norte da América do Sul, sendo endêmica na bacia do rio São Francisco.
Desde a década de 1960 ele foi identificado nos ecossistemas do Golfo do México, em diversos condados da Flórida para o norte até Jacksonville, como espécie invasora ou introduzida dado seu uso no aquarismo.